# Брама Заборовського
Бра́ма Заборо́вського — пам'ятка архітектури та історії України національного значення 18 століття, західний (з боку Золотих воріт) парадний в'їзд до резиденції київських митрополитів на території Софійського собору у Києві. Один із найяскравіших зразків українського бароко.

## Історія
Споруджена 1746 року під час масштабних реставраційно-будівельних робіт на території Софії Київської — ймовірно, архітектором Йоганом Шеделем. Замовник — київський митрополит Рафаїл Заборовський, знавець та любитель мистецтва, іменем якого і названо пам'ятку.
У 19 столітті, під час будівельного буму, брама опинилася у глухому провулку, рівень землі біля неї підвищився на метр. Через це у 1822—1823 роках пам'ятку майже повністю розібрано, арку збереженого східного фасаду замуровано цеглою, а прилеглий митрополичий двір перетворено в сад.

## Архітектура
Від первісної брами зберігся тільки західний фасад. Решту розібрано у 19 столітті (станом на 2010 рік відтворено, реставрація триває).
Археологічними розкопками 1957 року встановлено первісні планування та вигляд брами. Це була одноповерхова прямокутна будівля зі сторонами 16,67 м (з півночі на південь) та 13,46 м (зі сходу на захід), зведена з цегли на вапняному розчині. В центральній частині пролягав арковий проїзд завширшки 3,87 м, а з боків знаходилися кордегардії. Всі перекриття пам'ятки — склепінчасті, її увінчував двосхилий дах, обидва (східний та західний) фасади прикрашали фронтони.
Збережений автентичний фасад оздоблено двома парами колон з коринфськими капітелями і завершено високим фігурним фронтоном із соковитим рослинним орнаментом, який імітує листя аканта й винограду, та гербом митрополита Рафаїла Заборовського.
На думку Дмитра Антоновича, брама
|  | «… зібрала всі примхи й усю безмежну вибагливість козацького бароко, всю його мальовничість і всі його архітектонічні нелогічності, химерність ламаних ліній, що очеркують фронтон, жагу до різьбарської пересиченості. З цих, здавалося б, невдячних елементів утворено цілість химерну, примхувату, але незвичайно мальовничу, принадну, затишну й красномовну.» |

## Сучасність
У 1990 році в комплексі ансамблю Софії Київської пам'ятку занесено до Переліку всесвітньої спадщини ЮНЕСКО.
З 2007 року за спеціальним дозволом ЮНЕСКО триває відтворення споруди у первісному вигляді — для забезпечення її архітектурної цілісності. Землю трапецієподібного майданчика перед брамою вибрано на 1,2 м, з боку провулку влаштовано сходи вниз.

## Галерея

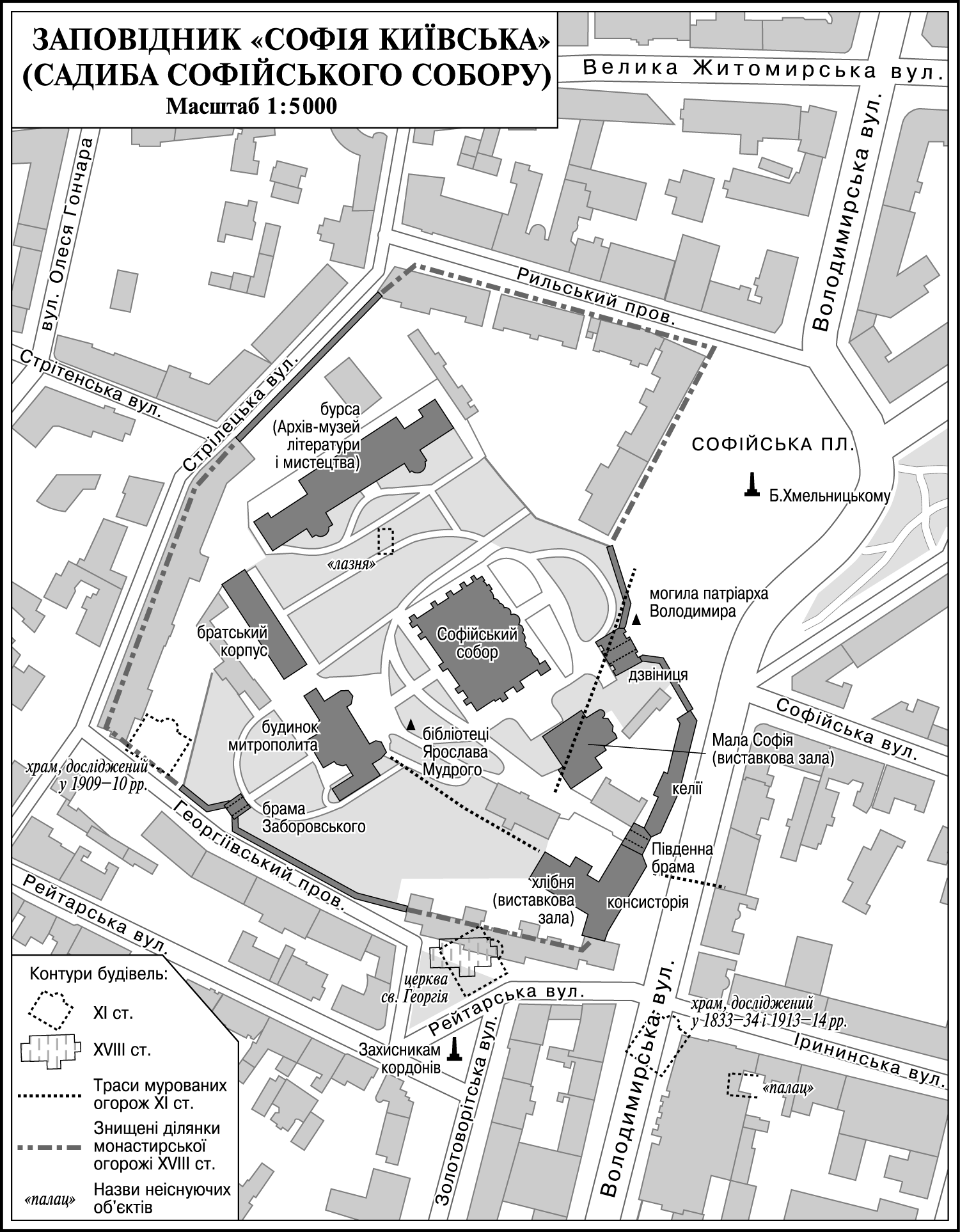
Мапа заповіднику «Софія Київська»
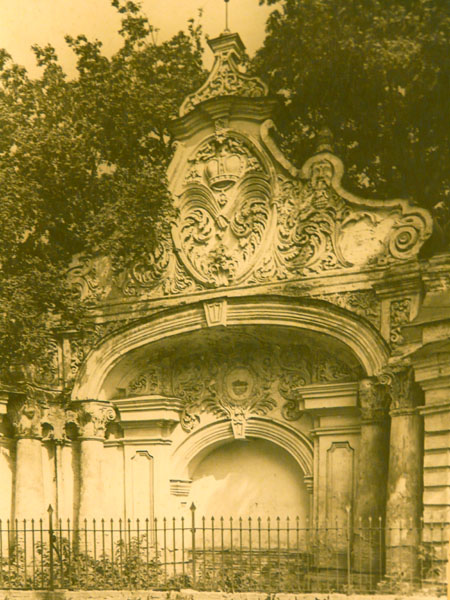
Фото початку 20 століття
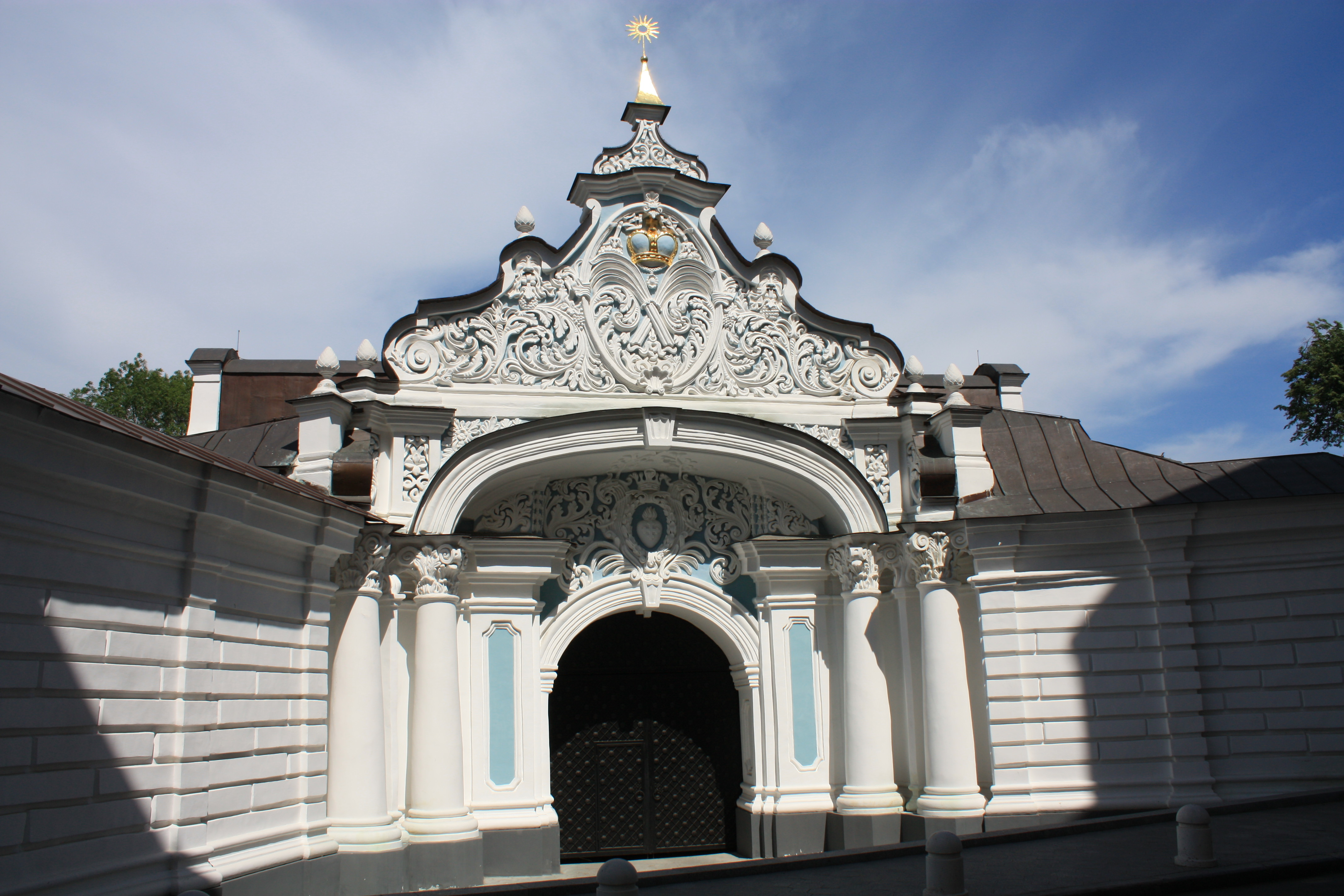
Західний фасад
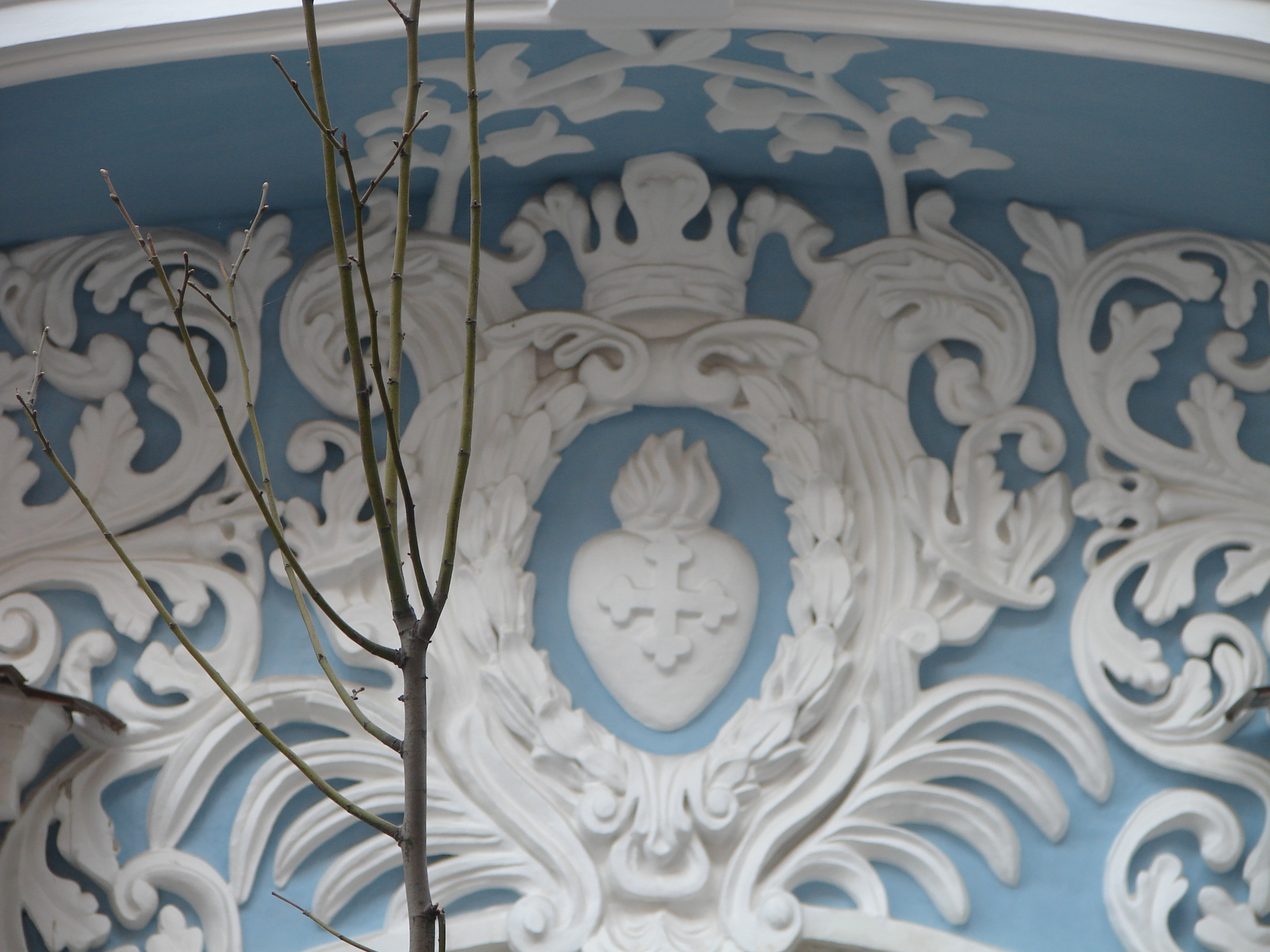
Герб Рафаїла Заборовського
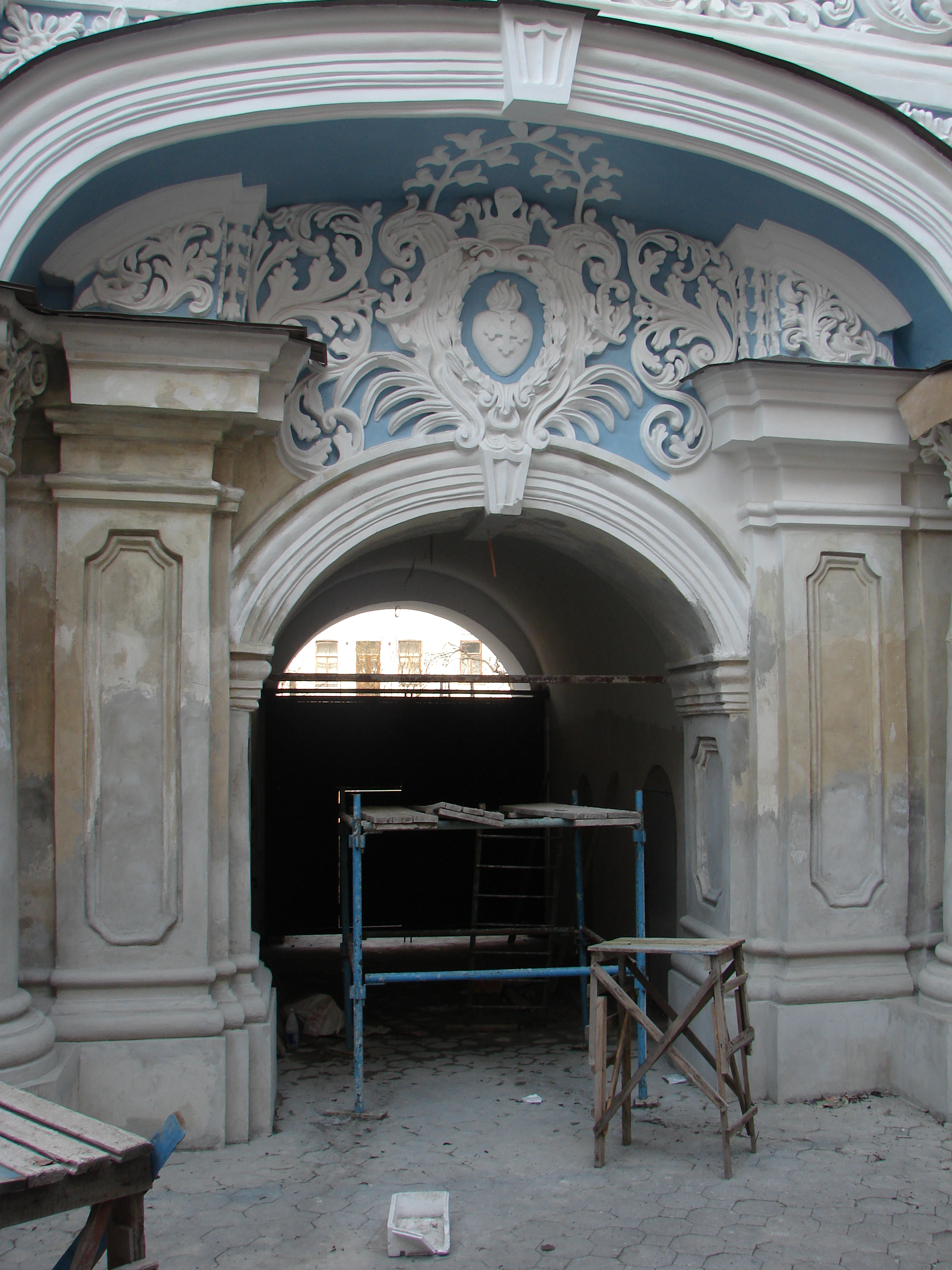
Проїзд (в процесі реставрації)
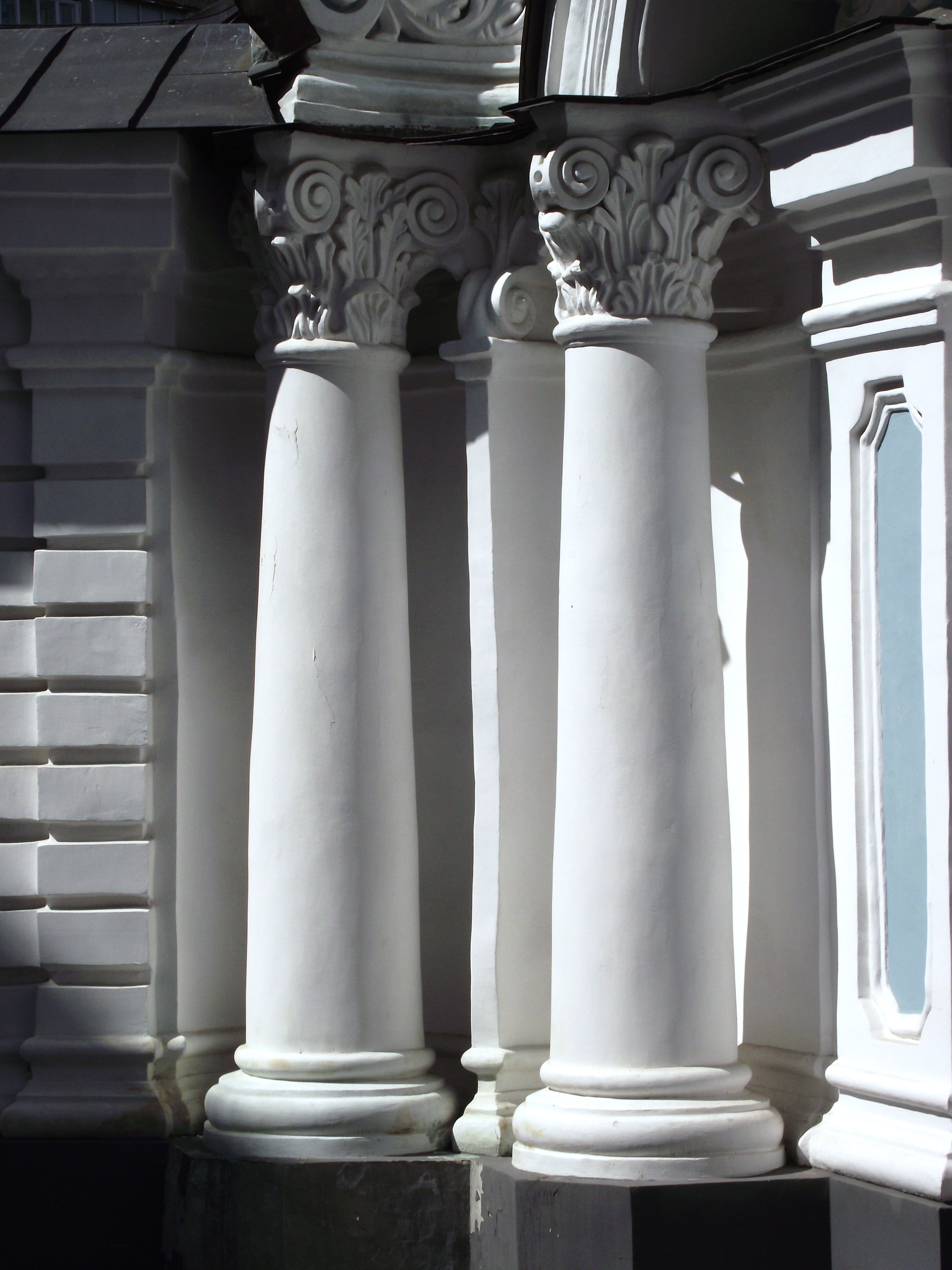
Колони та сходи для спуску нижче рівня провулку
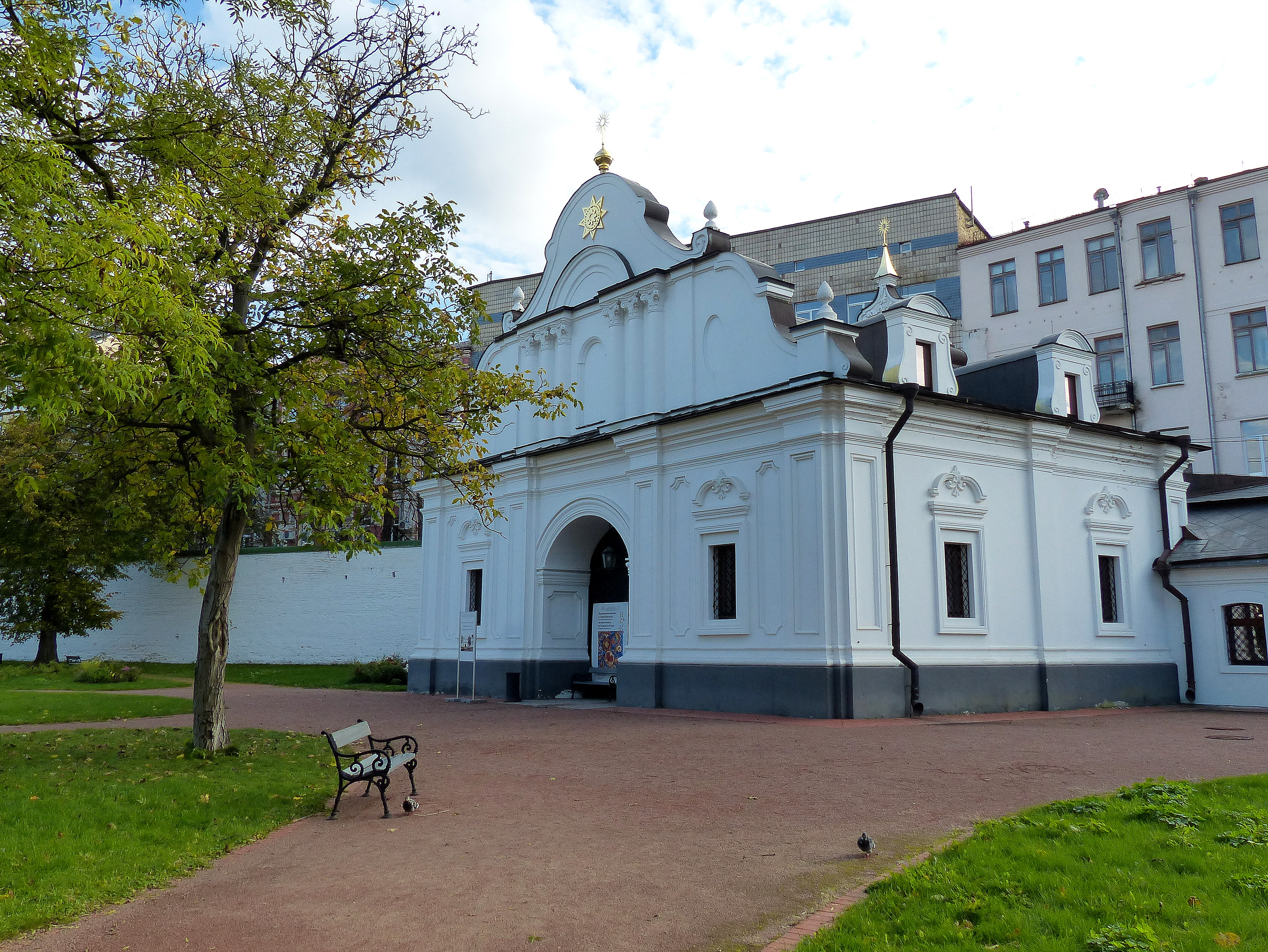
Після реставрації